# Liste der Neozoen in Deutschland
|  | Dieser Artikel wurde aufgrund von formalen oder inhaltlichen Mängeln in der Qualitätssicherung Biologie zur Verbesserung eingetragen. Dies geschieht, um die Qualität der Biologie-Artikel auf ein akzeptables Niveau zu bringen. Bitte hilf mit, diesen Artikel zu verbessern! Artikel, die nicht signifikant verbessert werden, können gegebenenfalls gelöscht werden. Lies dazu auch die näheren Informationen in den Mindestanforderungen an Biologie-Artikel. |

Die Liste der Neozoen in Deutschland listet Neozoen, die sich in Deutschland etabliert haben.

## Überblick
In Deutschland kommen mindestens 1100 gebietsfremde Tierarten vor. Davon gelten allerdings nur etwa 260 Arten als etabliert, darunter 30 Wirbeltierarten.
| Artengruppe           | Artenzahl | etabliert | noch nicht etabliert | Status fraglich |
| --------------------- | --------- | --------- | -------------------- | --------------- |
| Säugetiere            | 22        | 8         | 14                   | 0               |
| Vögel                 | 163       | 15        | 138                  | 10              |
| Reptilien             | 14        | 0         | 13                   | 1               |
| Amphibien             | 8         | 1         | 7                    | 0               |
| Knochenfische         | 54        | 8         | 21                   | 25              |
| Spinnentiere          | 35        | 10        | 2                    | 23              |
| Insekten              | 553       | 115       | 185                  | 253             |
| Krebstiere            | 62        | 26        | 9                    | 27              |
| Ringelwürmer          | 33        | 10        | 4                    | 19              |
| sonstige Gliedertiere | 20        | 7         | 12                   | 1               |
| Weichtiere            | 83        | 40        | 7                    | 36              |
| Rundwürmer            | 25        | 4         | 10                   | 11              |
| Plattwürmer           | 36        | 8         | 8                    | 20              |
| Nesseltiere           | 7         | 5         | 1                    | 1               |
| Einzeller             | 21        | 3         | 8                    | 10              |
| sonstige Arten        | 13        | 4         | 4                    | 5               |
| Gesamt                | 1149      | 264       | 443                  | 442             |

Quelle: Bundesamt für Naturschutz (BfN), Stand: 2008
Eine etwas aktualisierte Aufstellung (Stand 2025) findet sich unter Neobiota.de auf den Seiten des Bundesamts für Naturschutz BfN.

## Auflistung

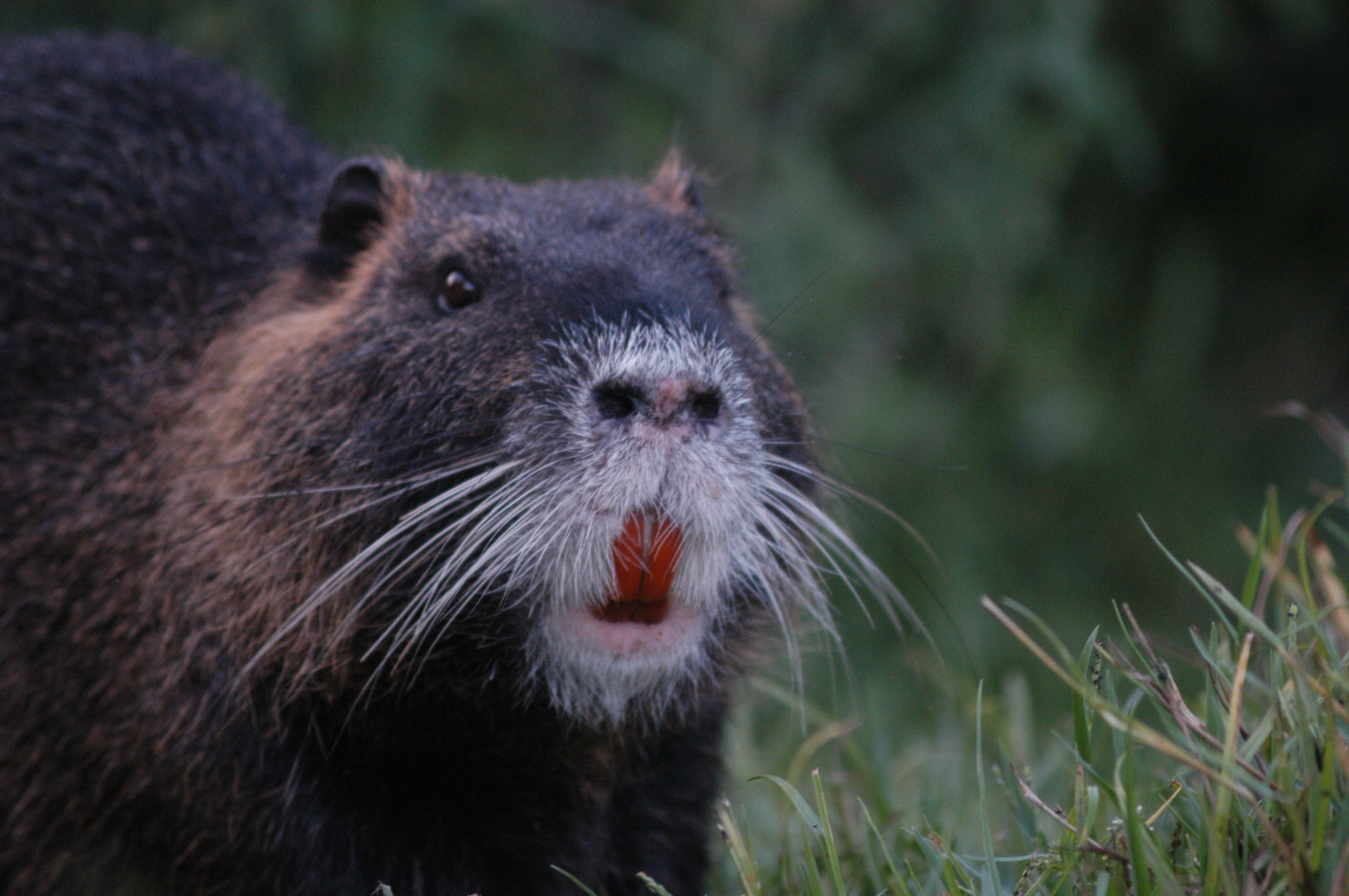
Nutria (Myocastor coypus)

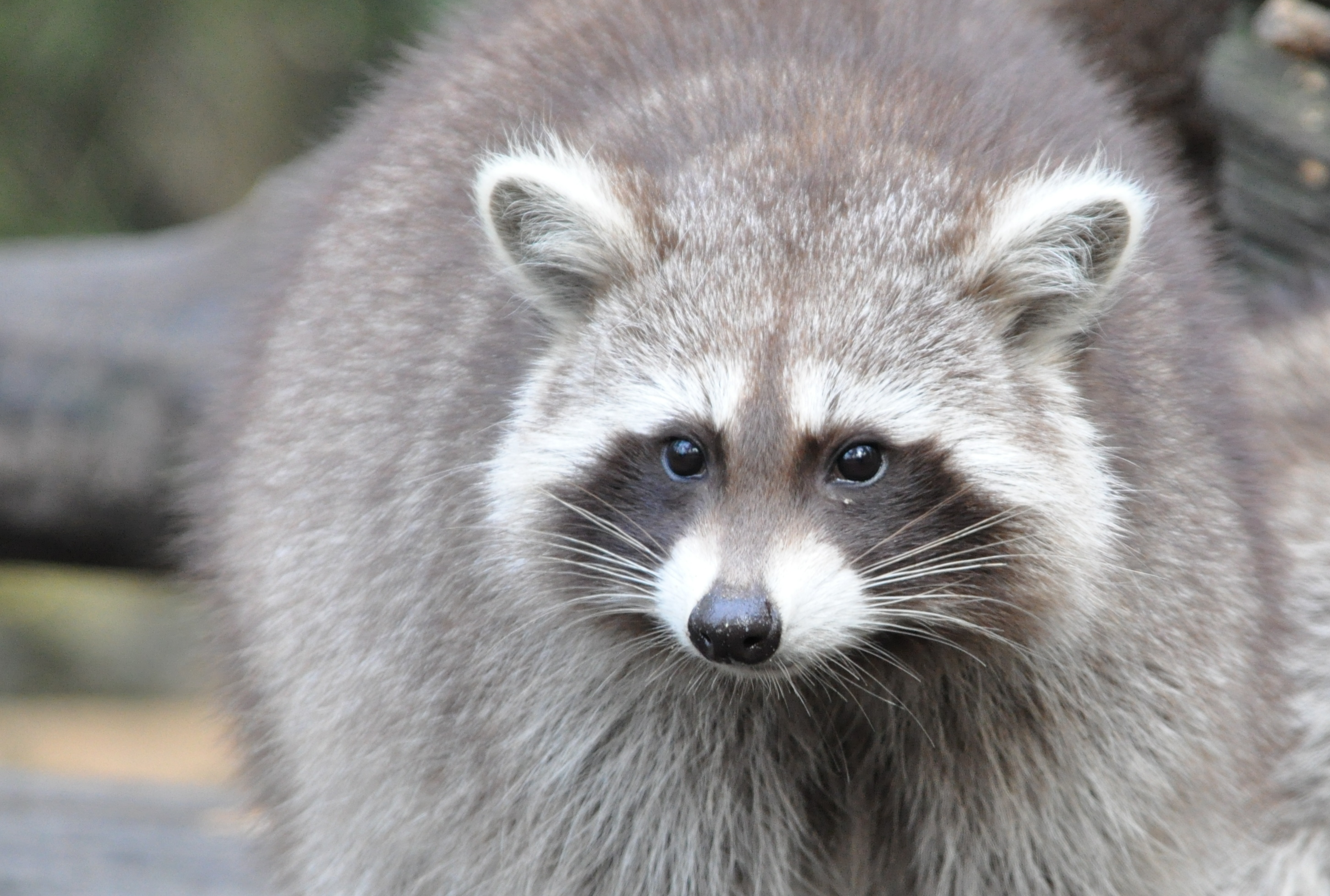
Waschbär (Procyon lotor)

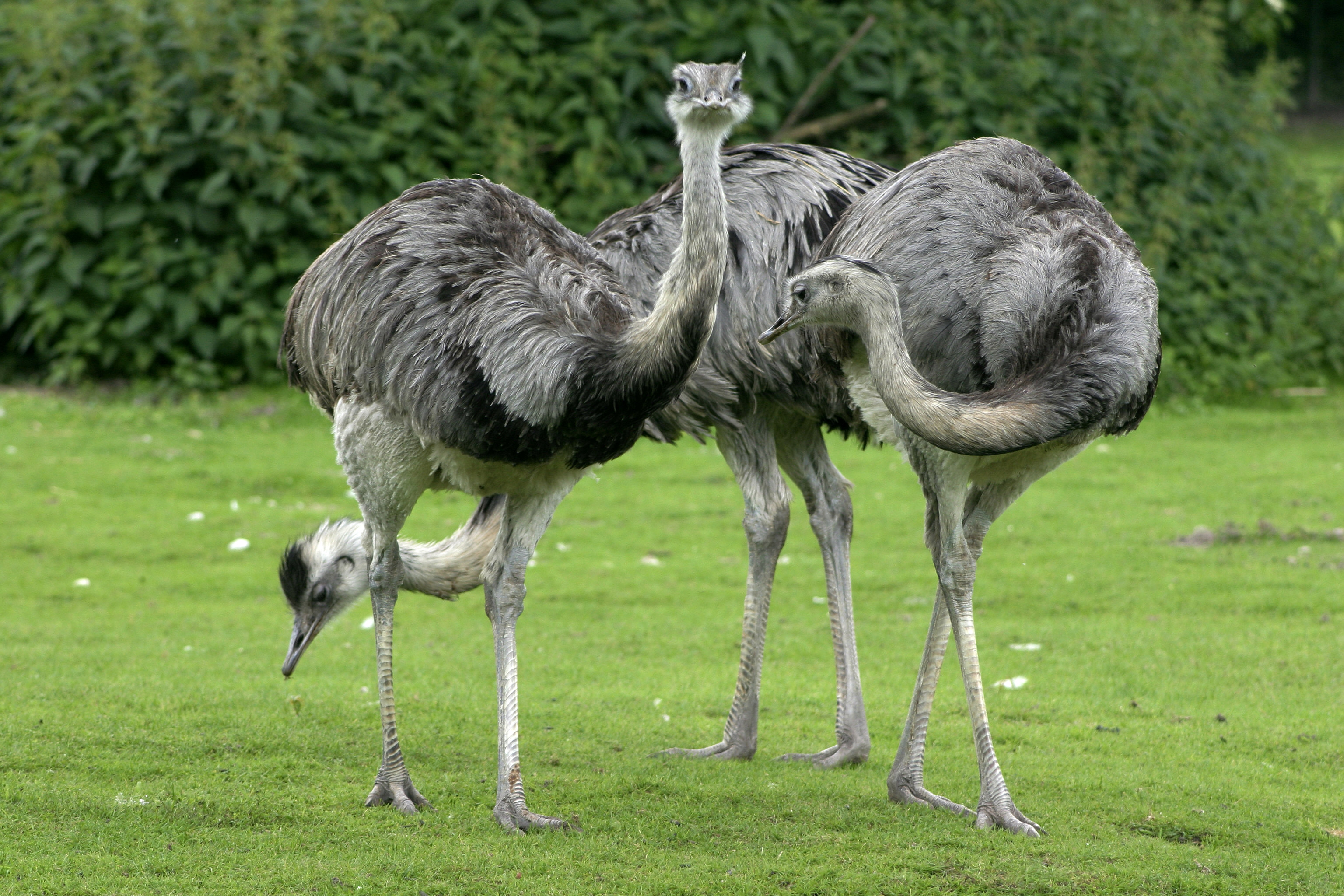
Ausgewachsener Nandu (Rhea americana)

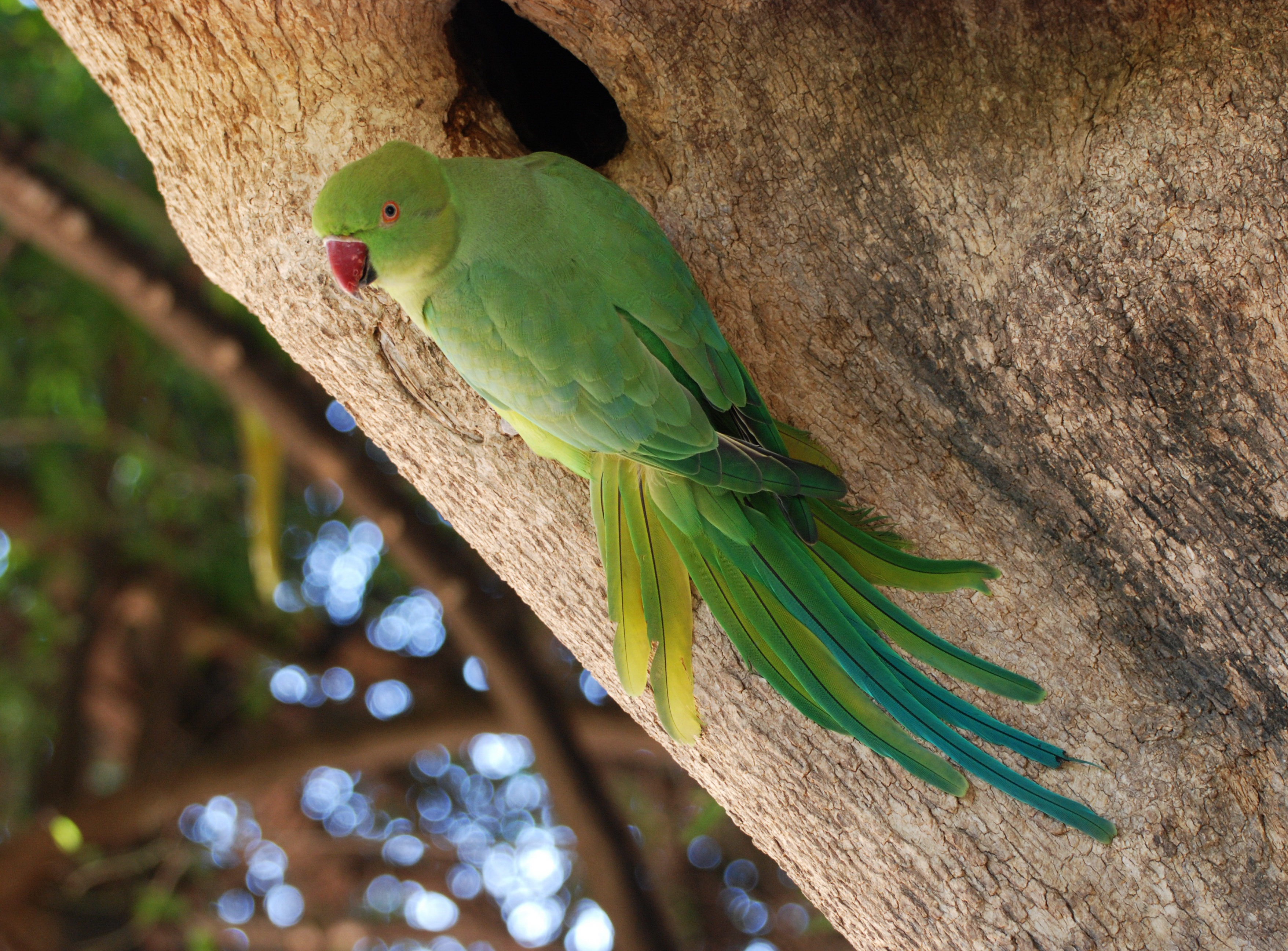
Halsbandsittich (Psittacula krameri)

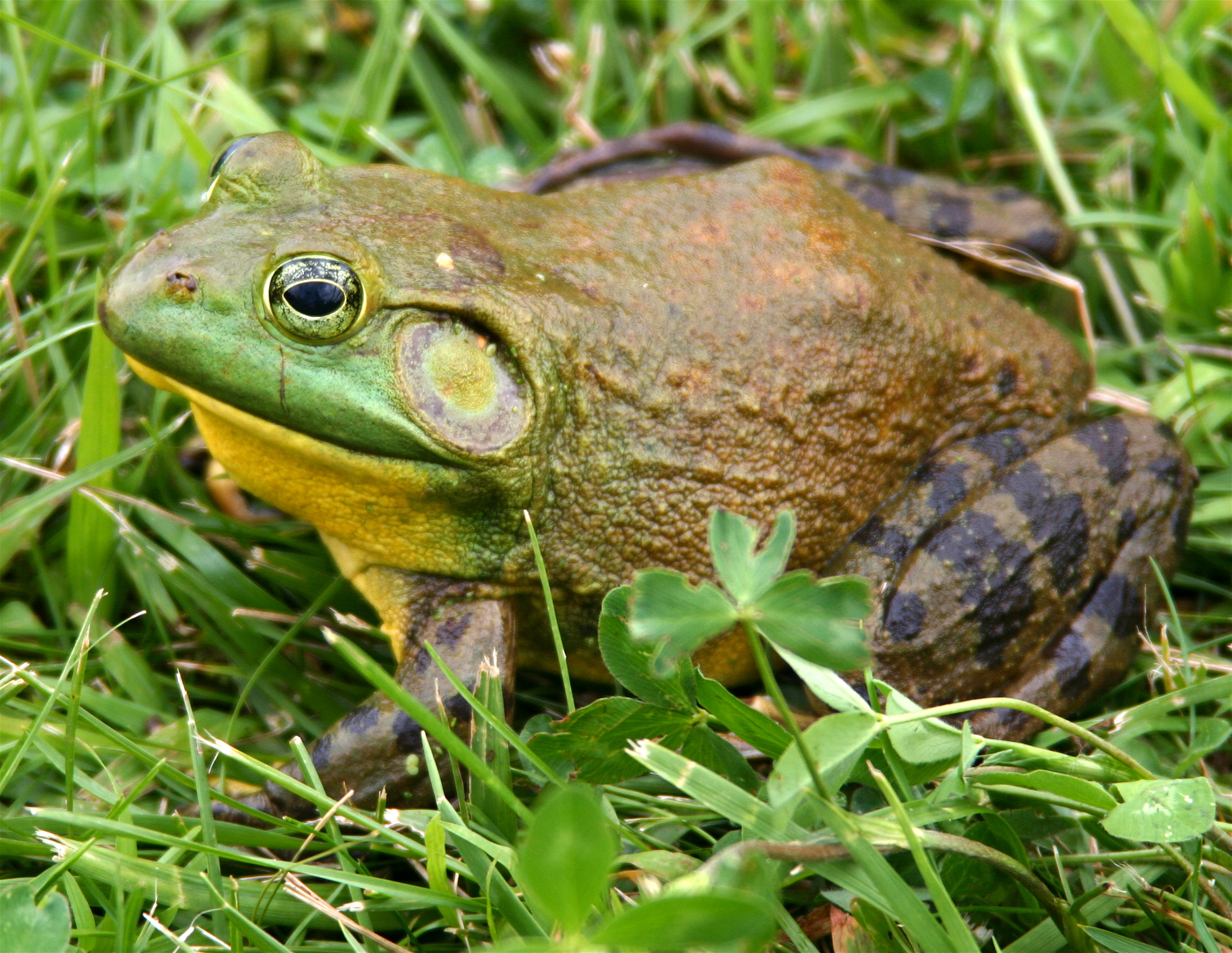
Amerikanischer Ochsenfrosch (Rana catesbeiana)

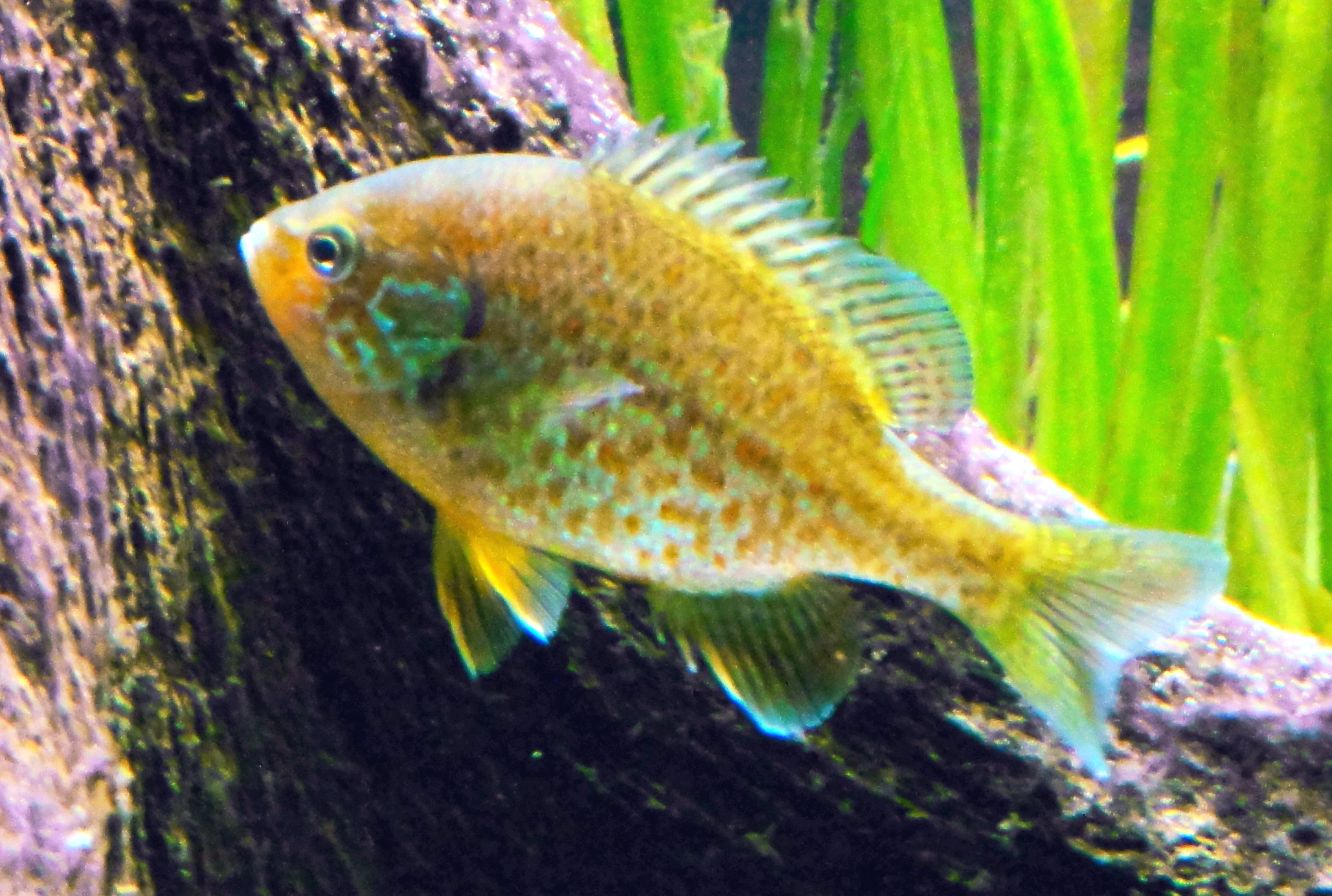
Gemeiner Sonnenbarsch (Lepomis gibbosus)

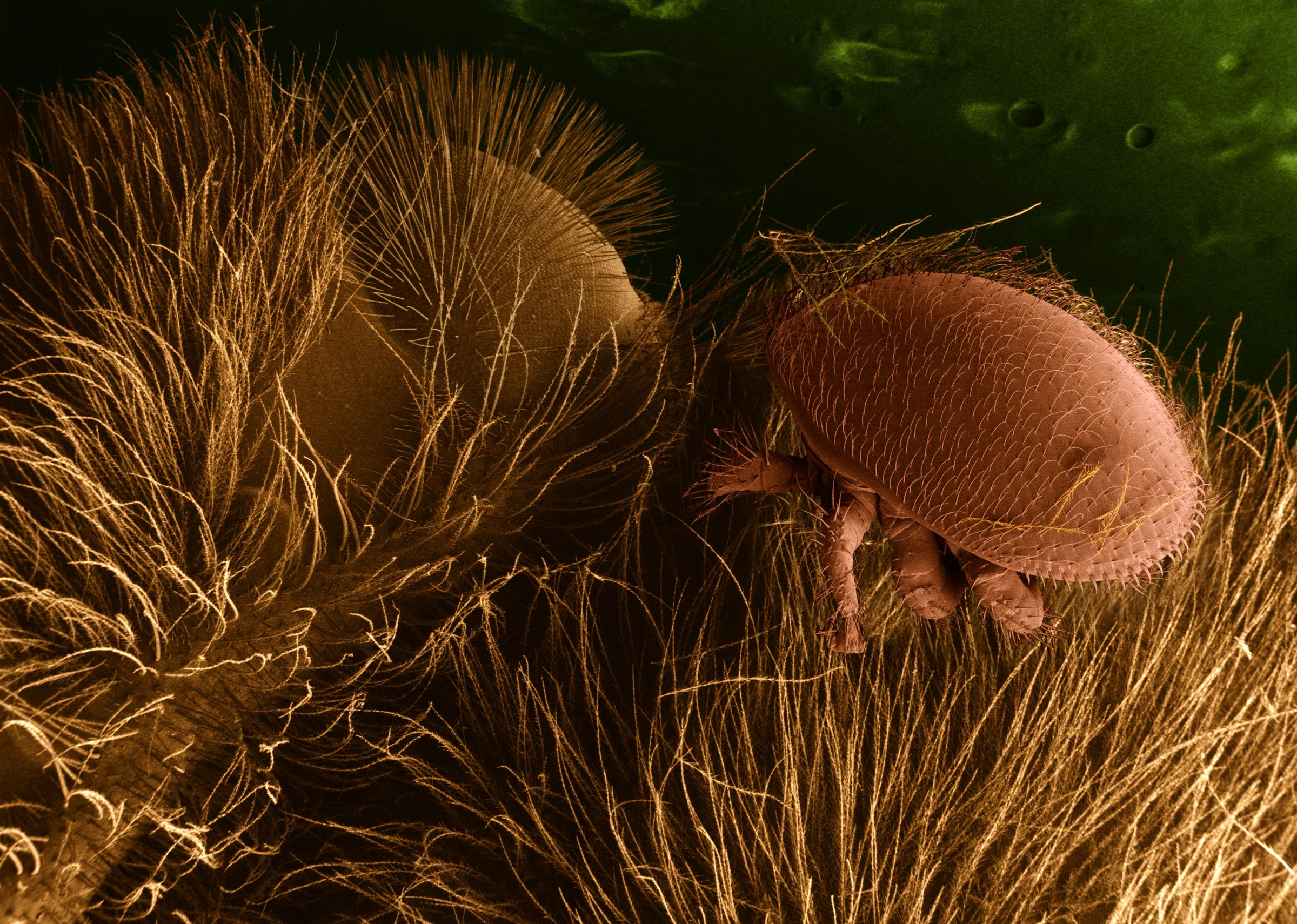
Varroamilbe auf einer Biene im Rasterelektronenmikroskop

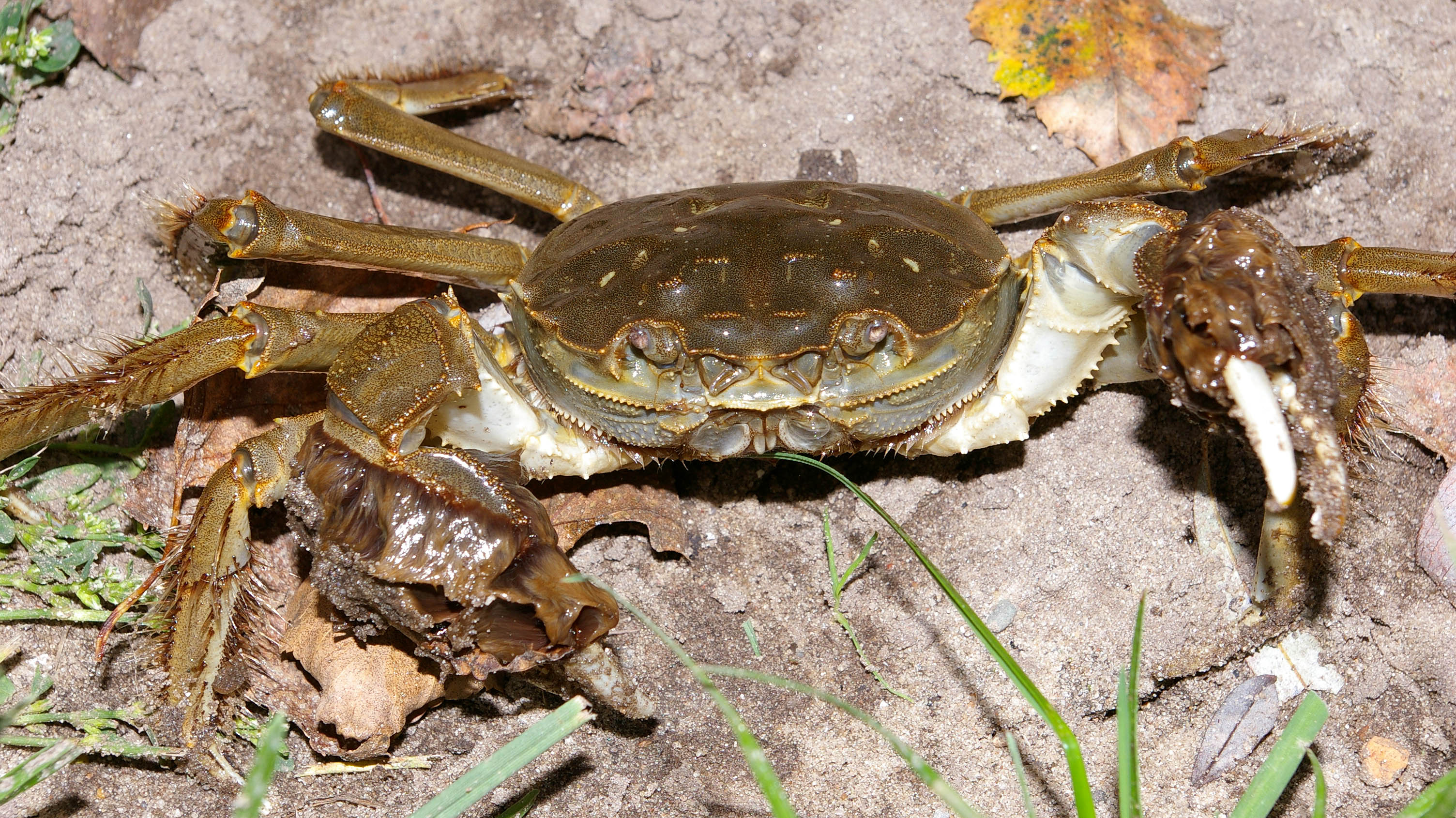
Chinesische Wollhandkrabbe (Eriocheir sinensis)

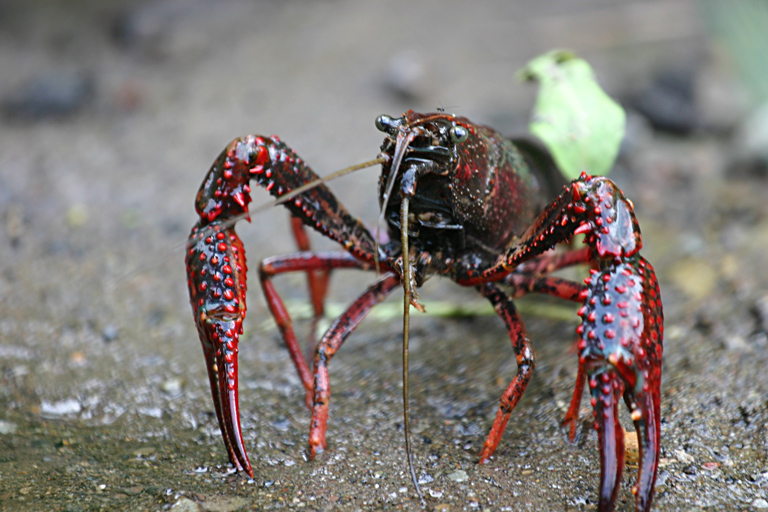
Roter Amerikanischer Sumpfkrebs (Procambarus clarkii)

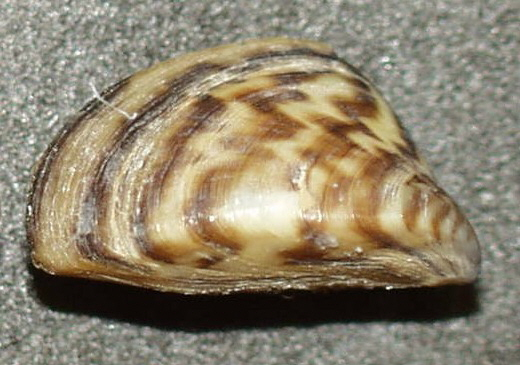
Wandermuschel (Dreissena polymorpha)

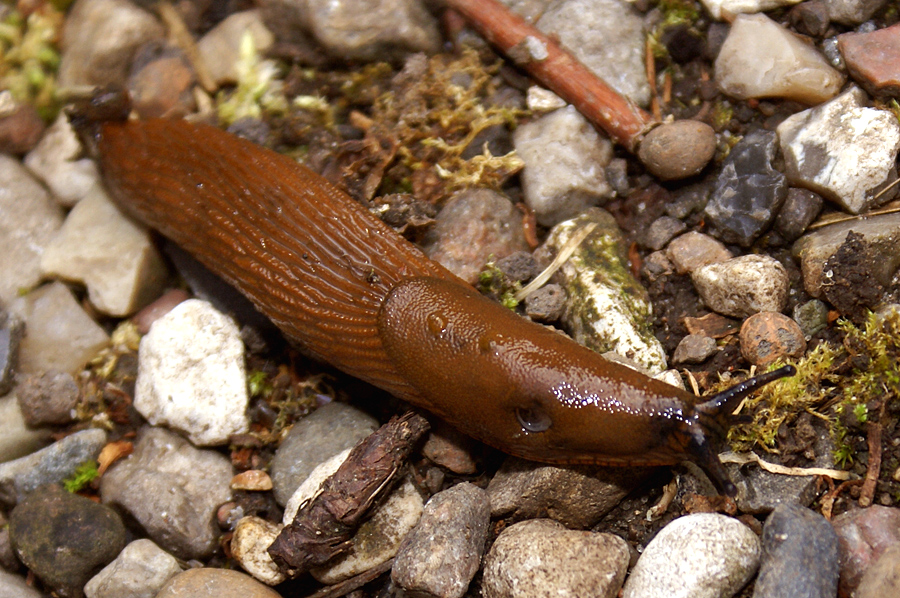
Spanische Wegschnecke (Arion vulgaris)

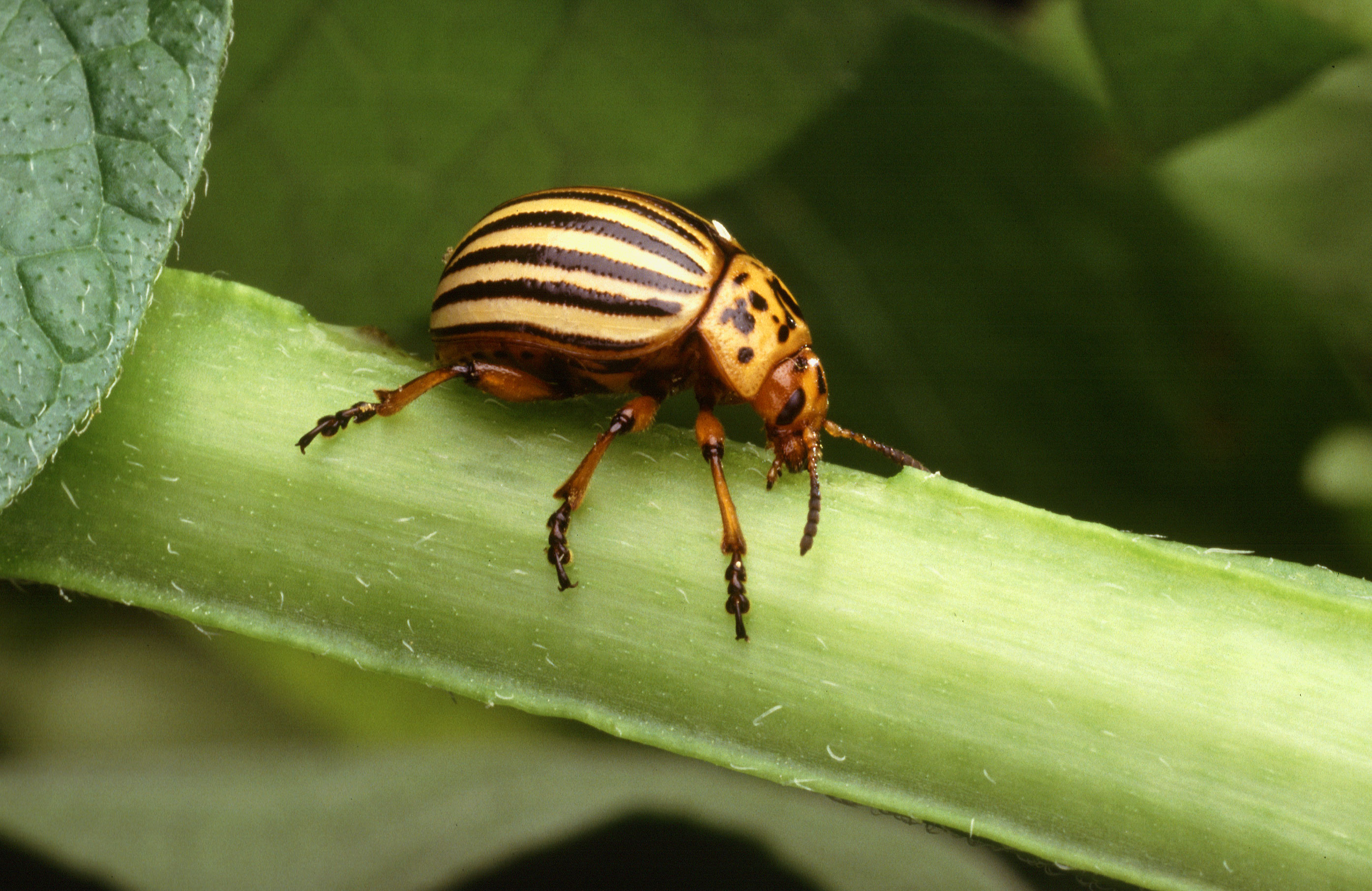
Kartoffelkäfer (Leptinotarsa decemlineata)

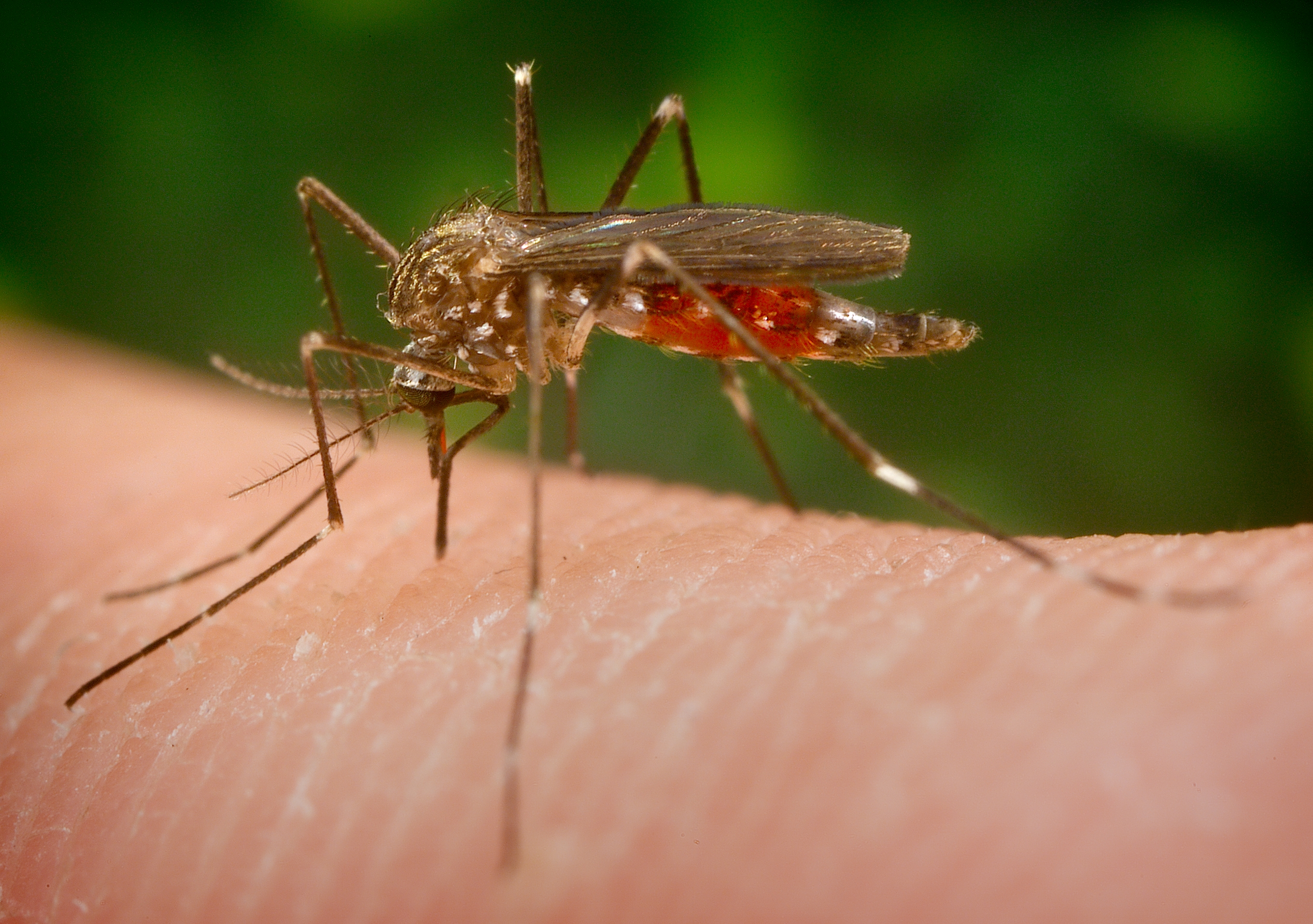
Asiatische Buschmücke (Aedes japonicus)

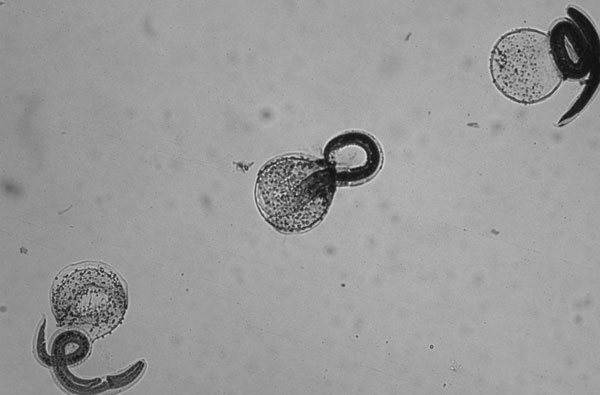
Waschbärspulwurm (Baylisascaris procyonis)

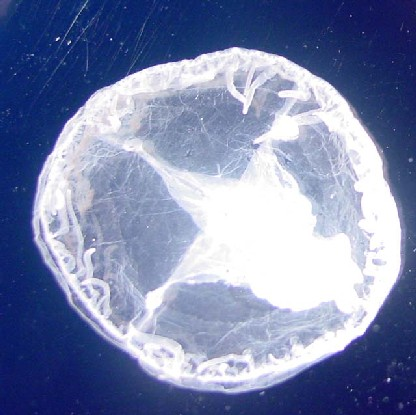
Süßwasserqualle (Craspedacusta sowerbii)

(Die ursprünglichen Verbreitungsgebiete stehen in Klammern hinter der wissenschaftlichen Bezeichnung der Tierarten.)
Die Liste erhebt nicht den Anspruch auf Vollständigkeit. Da es sich um dynamische Prozesse handelt, ist die Feststellung, ob eine Population etabliert ist, manchmal schwierig.

### Säugetiere
- Sibirisches Streifenhörnchen (Burunduk), Tamias sibiricus (Nordamerika, Asien)[5]
- Nutria, Myocastor coypus (Südamerika)
- Bisam, Ondatra zibethicus (Nordamerika)
- Amerikanischer Nerz (Mink), Mustela vison (Nordamerika)
- Marderhund, Nyctereutes procyonoides (östl. Sibirien, China, Japan)
- Waschbär, Procyon lotor (Nordamerika)
- Wildkaninchen, Oryctolagus cuniculus (Iberische Halbinsel)
- Damhirsch, Dama dama (Mesopotamien)
- Sikahirsch, Cervus nippon (Ostchina, Sibirien, Korea, Japan, Taiwan)
- Europäischer Mufflon, Ovis ammon musimon (Sardinien, Korsika)
- Wanderratte, Rattus norvegicus (Zentralasien, Nordchina)[6]
- Goldschakal, Canis aureus (Nordafrika, Südosteuropa, West-, Zentral-, Ostasien)[7]

### Vögel
- Nandu, Rhea americana (Pampasgrasland Südamerikas, Argentinien, Paraguay, Brasilien)
- Chileflamingo, Phoenicopterus chilensis (Südamerika)
- Schwanengans, Anser cygnoid (Sibirien, China, Mongolei)
- Streifengans, Anser indicus (Indien, Himalaya, bis Mongolei und südliches Russland)
- Kanadagans, Branta canadensis (Nordamerika)
- Nilgans, Alopochen aegyptiacus (Ostafrika, Balkan)
- Rostgans, Tadorna ferruginea (Innerasiatische Steppen)
- Mandarinente, Aix galericulata (Nordostchina, Amurregion, Japan)
- Brautente, Aix sponsa (Nordamerika)
- Schwarzkopf-Ruderente, Oxyura jamaicensis (Nordamerika)
- Wildtruthuhn, Meleagris gallopavo (Nordamerika)
- Jagdfasan, Phasianus colchicus (Mittelasien)
- Königsfasan, Syrmaticus reevesi (China)
- Kuhreiher, Bubulcus ibis (Afrika ohne Sahara, Arabische Halbinsel, Iberische Halbinsel)
- Heiliger Ibis, Threskiornis aethiopicus (Afrika)
- Gelbkopfamazone, Amazona oratrix (Mittelamerika, bisher nur ein etabliertes Vorkommen im Stuttgarter Raum)
- Halsbandsittich, Psittacula krameri (von Ostafrika bis Indien, als Neozoon in Teilen Europas und Nordamerikas)
- Großer Alexandersittich, Psittacula eupatria (Nahost bis Südost-Asien)

### Amphibien
- Amerikanischer Ochsenfrosch, Rana catesbeiana (Nordamerika)

### Knochenfische
- Guppy, Poecilia reticulata (Südamerika, Amazonasbecken)
- Blaubandbärbling, Pseudorasbora parva (Ostasien)
- Zwerg- oder Katzenwels, Ameiurus nebulosus (Nordamerika)
- Kleiner Hundsfisch, Umbra pygmaea (Nordamerika)
- Regenbogenforelle, Oncorhynchus mykiss (nordwestliches Nordamerika)
- Bachsaibling, Salvelinus fontinalis (Asien und Nordamerika)
- Gemeiner Sonnenbarsch, Lepomis gibbosus (Nordamerika)
- Grüner Sonnenbarsch, Lepomis cyanellus (Nordamerika)
- Forellenbarsch, Micropterus salmoides (Nordamerika)
- Goldfisch, Carassius gibelio forma auratus (domestizierte Form des asiatischen Giebels, östliches China)
- Silberkarpfen, Hypophthalmichthys molitrix (Zentralchina, Amurregion)
- Schwarzer Zwergwels, Ameiurus melas (Mittlerer Westen der USA, Südkanada)
- Koboldkärpfling, Gambusia affinis (Zentral-Nordamerika)
- Graskarpfen, Ctenopharyngodon idella (China)
- Marmorkarpfen, Hypophthalmichthys nobilis (Flusssysteme im Süden Chinas)
- Schwarzmund-Grundel, Neogobius melanostomus (Pontokaspis)

### Spinnentiere
- Varroamilbe, Varroa destructor (wurde wegen ihrer parasitären Lebensweise mit asiatischen Bienen aus Ostasien eingeschleppt)
- Wiesenzecke, Dermacentor reticulatus (Südeuropa)
- Braune Hundezecke, Rhipicephalus sanguineus (Afrika)[6]
- Zoropsis spinimana, (europäischer Mittelmeerraum)

### Krebstiere
- Chinesische Wollhandkrabbe, Eriocheir sinensis (Koreanische Halbinsel und Ostchina)[8]
- Atyaephyra desmaresti (Familie Atyidae), (Mittelmeerraum)[8]
- Kalikokrebs, Orconectes immunis (Mississippi und Nebenflüsse, USA)[8]
- Kamberkrebs, Orconectes limosus (Nordamerika)[8]
- Roter Amerikanischer Sumpfkrebs, Procambarus clarkii (Louisiana, USA)[8]
- Marmorkrebs, Procambarus spec. (vermutlich südliches Nordamerika)
- Signalkrebs, Pacifastacus leniusculus (östliche USA)[8]
- Zuiderzeekrabbe, Rhithropanopeus harrisii (Ostküste Nordamerikas)[8]
- Limnomysis benedeni (Pontokaspis)[6]
- Schlickkrebs, Corophium volutator (Pontokaspis)
- Großer Höckerflohkrebs, Dikerogammarus villosus (Pontokaspis)[8]
- Galizischer Sumpfkrebs, Astacus leptodactylus (Pontokaspis)[8]
- Süßwasser-Röhrenkrebs, Chelicorophium curvispinum (Pontokaspis)[8]
- Blaukrabbe, Callinectes sapidus (Atlantikküste Nord- und Südamerikas)[8]
- Asiatische Strandkrabbe Viereckskrabbe, Hemigrapsus sanguineus (westlicher Pazifik)
- Katamysis warpachowskyi (Schwarzes Meer)[9]
- Hemimysis anomala (Schwarzes Meer und Kaspisches Meer)[9]
- Paramysis lacustris (Czerniavsky, 1882) (Schwarzes und Kaspisches Meer und einmündende Flüsse)[10]

### Weichtiere
- Wandermuschel, Dreissena polymorpha (Schwarzes Meer, Donaudelta)[8]
- Quagga-Dreikantmuschel, Dreissena rostriformis bugensis (Flussmündungen am Schwarzen Meer)
- Grobgerippte Körbchenmuschel, Corbicula fluminea (China, Taiwan)[8]
- Feingerippte Körbchenmuschel, Corbicula fluminalis (China. Taiwan)[8]
- Neuseeländische Deckelschnecke, Potamopyrgus antipodarum (Neuseeland)[6]
- Schiffsbohrmuschel, Teredo navalis (Tropische und subtropische Meere, wird durch den Klimawandel begünstigt)[8]
- Pantoffelschnecke, Crepidula fornicata (Golf von Mexiko, Atlantik- und Pazifikküste Nordamerikas)[8]
- Spitze Blasenschnecke, Physella acuta (Afrika, Südeuropa)[8]
- Amerikanische Blasenschnecke, Physella heterostropha (Nordamerika)[8]
- Pazifische Felsenauster, Crassostrea gigas (Ostasien)[8]
- Amerikanische Scheidenmuschel, Ensis directus (Nordamerika)
- Amerikanisches Posthörnchen, Gyraulus parvus (Nordamerika)[8]
- Chinesische Teichmuschel, Sinanodonta woodiana (Südostasien)[6]
- Sandklaffmuschel, Mya arenaria (Nordamerika)[8]
- Amerikanische Bohrmuschel, Petricola pholadiformis (Ostküste Nordamerikas)[6]
- Nadel-Kronenschnecke, Melanoides tuberculata (Ostafrika bis Südostasien)
- Spanische Wegschnecke, Arion vulgaris (unklar, vermutlich Südwest-Frankreich)
- Rapana venosa (Westpazifik, Schwarzes Meer)[11]

### Insekten
- Kirschessigfliege, Drosophila suzukii (Südostasien)
- Bernstein-Waldschabe, Ectobius vittiventris (Südeuropa)
- Orientalische Mauerwespe, Sceliphron curvatum (Indien)
- Gelbfüßige Bodentermite, Reticulitermes flavipes (östliches Nordamerika)
- Buchsbaumzünsler, Cydalima perspectalis (Ostasien)
- Amerikanische Großschabe, Periplaneta americana (vermutlich Südasien)
- Amerikanische Kiefernwanze, Leptoglossus occidentalis (westliches Nordamerika)
- Pelargonien-Bläuling, Cacyreus marshalli (südliches Afrika)
- Asiatischer Marienkäfer, Harmonia axyridis (China, Japan)
- Rosskastanienminiermotte, Cameraria ohridella (erstmals in Mazedonien entdeckt)
- Kartoffelkäfer, Leptinotarsa decemlineata (Colorado, USA)
- Asiatischer Laubholzbockkäfer, Anoplophora glabripennis (Ostasien)
- Zitrusbockkäfer, Anoplophora chinensis (Südostasien)
- Reblaus, Viteus vitifoliae (Nordamerika)
- Pharaoameise, Monomorium pharaonis (Ostindien)
- Hypoponera punctatissima, (Ameisenart aus den Tropen)
- Eichennetzwanze (Corythucha arcuata) (Nordamerika, Erstfund 2021 in der Schwetzinger Hardt)
- Platanen-Netzwanze (Corythucha ciliata) (Nordamerika)
- Amerikanische Büffelzikade, Stictocephala bisonia (Nordamerika)
- Robinienminiermotte, Phyllonorycter robiniella (wurde mit dem Neophyt, der Robinie (Robinia pseudoacacia) aus Nordamerika eingeschleppt)
- Asiatische Buschmücke, Aedes  (Hulecoeteomyia) japonicus syn.  Hulecoeteomyia japonica (Ostasien)
- Koreanische Buschmücke, Aedes [Hulecoeteomyia] koreicus syn. Aedes [Finlaya] koreicus, ursprünglich Ochlerotatus koreicus (Nordostasien)
- Weißtannentrieblaus, Dreyfusia nordmannianae (Kaukasus, Krim-Halbinsel)
- Gewächshaus-Weiße Fliege, Trialeurodes vaporariorum (vermutlich Mittelamerika)
- Kalifornischer Blütenthrips, Frankliniella occidentalis (Südwesten der USA)
- Westlicher Maiswurzelbohrer, Diabrotica virgifera (Mittelamerika)
- Japanische Esskastanien-Gallwespe, Dryocosmus kuriphilus (von Südchina über Japan nach Europa eingeschleppt)
- Walnussfruchtfliege, Rhagoletis completa (von Nordamerika eingeschleppt)[12]
- Zickzack-Blattwespe, Aproceros leucopoda (aus Ostasien eingeschleppt)[13][14]
- Prionyx kirbii, eine Grabwespe aus Südeuropa mit neueren Funden aus Mitteleuropa
- Leucospis sinensis (Ostasien, wahrscheinlicher Erstfund für Deutschland 2025 in der Schwetzinger Hardt)

### Würmer
- Süßwasser-Borstenwurm, Hypania invalida (Pontokaspis)[6]
- Kiemenwurm, Branchiura sowerbyi (Südostasien)[6]
- Gefleckter Strudelwurm, auch Tigerplanarie oder Tiger-Strudelwurm, Dugesia tigrina (Nordamerika)[8]
- Waschbärspulwurm, Baylisascaris procyonis (als Parasit mit dem Waschbär aus Nordamerika eingeführt)
- Goldnematode, Globodera rostochiensis (wurde mit der Kartoffel aus Südamerika eingeführt)
- Schwimmblasenwurm, Anguillicoloides crassus (befällt Flussaale und kam ursprünglich aus Ostasien)[8]

### Nesseltiere
- Süßwasserqualle, Craspedacusta sowerbii (Ostasien)[8]
- Meerwalnuss, Mnemiopsis leidyi (Subtropische Atlantikküsten Nord- und Südamerikas)[8]
- Keulenpolyp, Cordylophora caspia (Pontokaspis)[8]

### Einzellige Tiere
- Babesia canis canis, (Ein Erreger der Babesiose des Hundes, wird von der eingeschleppten Wiesenzecke übertragen)

### Sonstige Tiere
- Schwammartiges Moostierchen, Pectinatella magnifica (Nordamerika)[8]
- Afrikanischer Süßwasserschwamm, Eunapius carteri (Afrika, Naher Osten, Indien)[8]
- Spinnenläufer, Scutigera coleoptrata (mediterran, Italien, Spanien, Balkan)